# Урсикије Равенски
Урсикије Равенски - архиепископ равенски 533-536. 
Урсикије је познат по градњи сада чувену Равенску базилику Сант'Аполинаре ин Класе. Према хроничару из 9. века Агнелу из Равене, у припрати храма налазио се натпис који потврђује ову Урсикијеву заслугу (није сачуван): „[Ова] базилика блаженог Аполинарија свештеника, по наређењу епископа Урсикија, подигнута је и украсио из темеља Јулијан Аргентарије, а осветио епископ Максимијан.“
Гроб Урсикија налази се у Равени, у чувеној базилици Сан Витале (у Назаријевој и Целзијусовој капели).

## Иконографија
Најстарија слика Урсикија налази се у мозаику апсиде Сант'Аполинаре ин Класе (6. век), заједно са другим локално поштованим епископима Севером, Урсом и Еклесијем. Епископи Север и Урс припадају претходним генерацијама, Еклесије и Урсикије – 6. веку (време настанка овог мозаика). Изнад епископа, приказаних без ореола, виси дијадема украшена драгим камењем. Урсикије је одевен у далматику, цасулу и палијум (епископске инсигније), а на посебан начин обуван је у оклоп тзв. цалцеи је знак припадности вишој друштвеној класи. У левој руци држи Свето писмо, раскошно увезано драгим камењем.